# Marcel Campistron
Fernand Gaston Marcel Campistron est un diplomate français, né le 12 novembre 1901 à Vatomandry sur l'ile de Madagascar et mort le 27 novembre 1945 en Tunisie.

## Biographie
En septembre 1940, Marcel Campistron est administrateur de la région du Sine-Saloum à Foundiougne au Sénégal, quand la flotte anglo-française du Général de Gaulle se présente devant Dakar, dans le cadre de l’opération « Menace ».
Le Général écrit avoir envoyé son représentant Claude Hettier de Boislambert « par les coulisses ». Ce dernier sera ainsi reçu par Marcel Campistron, qui a rejoint secrètement la France libre et participe à la préparation de l’opération à Dakar et ses environs, ainsi que son adjoint Antoine Bissagnet.
Après l'échec de l’opération, les trois hommes doivent fuir la répression des Vichystes. Boislambert et Bissagnet seront arrêtés. Campistron réussit à gagner la Gambie avec l'aide de Madior N'Guer. Il laisse derrière lui son épouse et ses six enfants désemparés.
Il est reçu à bord du Westernland par le Général de Gaulle, nommé auprès du gouverneur de l’AEF (décision n°1/dc du 28/10/1940), puis chargé de différentes missions en Afrique et au Levant sous le pseudonyme de « Galbert ». Il est chargé en particulier de visiter les camps de prisonniers français détenus par les Alliés, pour les amener à la cause de la France libre. Il y réussit pleinement.
En mars 1941, le général Catroux lui confie la réorganisation de la Sûreté au Levant.
Il est condamné à mort par Vichy, et sa tête mise à prix 100 000 francs.
En 1943, il est affecté dans l’océan Indien et, à la fin de la guerre, il est directeur de cabinet du gouverneur de Madagascar Pierre de Saint-Mart. Sur les instances de ce dernier, il refuse provisoirement sa mutation de retour sur le Sénégal.
Il meurt lors d’une mission en France, dans l'accident d’avion du 27 novembre 1945 sur les pentes du mont Zaghouan, en Tunisie. Cité à l'ordre de la Nation le 20 janvier 1946, il est nommé gouverneur à titre posthume.

## Décorations
- Chevalier de la Légion d'honneur
- Médaille de la Résistance
- Croix de guerre 1939-1945
- Compagnon de l'ordre du Service distingué
- Étoile royale de la Grande Comore

## Sources
- Charles de Gaulle, Mémoires de guerre, 3 tomes, Plon, 1954-1959.
- Patrick Girard, De Gaulle : le mystère de Dakar, Calmann-Lévy, 2010.
- Claude Hettier de Boislambert, Les fers de l’espoir, Plon, 1978.
- Daniel Rondeau et Roger Stéphane, Des Hommes libres 1940-1945, la France Libre par ceux qui l'ont faite, Grasset, 1997.
- Henri Dominique Segretain, De Gaulle en échec. Dakar 1940, Éditions M. Fontaine, 1992.
- Jacques Soustelle, Envers et contre tout, tome 1 : « De Londres à Alger », Robert Laffont, 1947.